# 民由合併
民由合併（みんゆうがっぺい）は、2003年（平成15年）に日本の政党である民主党と自由党が合併したことを指す。

## 概要
2002年（平成14年）、民主党代表の鳩山由紀夫が自由党党首の小沢一郎に合併の申し込みを行った。小泉内閣の高支持率を背景に国政の主導権を握る与党の自由民主・公明両党に対して政権交代の展望を見出すため、非自民勢力の結集を狙ったものであった。
しかし、鳩山は党代表再選時に露骨な論功行賞をおこなったことや、補欠選挙の敗北により求心力を失っており、また合併に関して党内への事前説明が無く、新進党分党時の党首であった小沢に対する民主党内のアレルギー・嫌悪感があったことから党内世論は合併反対が多数を占めた。この結果、鳩山は党代表の辞任を表明、後任に合併に消極的な菅直人が就任したことで合併問題は白紙となった。
しかし、翌2003年（平成15年）には民主党内最大グループである鳩山グループが菅に自由党との合併圧力をかけて鳩山が離党も辞さない姿勢を示したことや、菅自身も非自民勢力を結集する必要性を感じていたことから、再度自由党との合併交渉を行った。
最終的には自由党が民主党の党役員・政策を継承することで菅代表と小沢党首が合意し、7月23日に合意文章に署名。9月26日、民主党が自由党を吸収合併する形で合流した。
なお、1999年に自由党が政権に参加していた時期に、捜査機関による通信傍受を可能にする通信傍受法や住基ネットによって住民票コードを管理するための住民基本台帳法改正で国民的議論が起こって賛否が起こる中で、与党自由党が賛成して野党民主党が反対した。通信傍受法については、民主党は従来の「廃止」から「凍結」に見解を変えている。
合併直前に、自由党は小沢の関連団体であり、側近の平野貞夫が会計責任者を務める改革国民会議に対して13億6816万円の寄付を行った。うち5億6096万円が税金を原資とする政党交付金であった。菅は当時事態を把握し「小沢にしてやられた」と周囲に漏らしていたが、円満に合併するために表沙汰にはしなかった。後にこの行為は問題視され、政党助成法改正案として議論された。
藤井裕久は、2009年8月31日、BS11デジタルのINsideOUTで、民由合併への稲盛和夫と松野頼三の関与について発言した。